# 今泉和
今泉 和（いまいずみ やわら、1948年〈昭和23年〉3月25日 - ）は、日本の政治家。元茨城県潮来市長（1期）。

## 来歴
茨城県出身。1966年（昭和41年）、茨城県立鹿島高等学校卒業。測量会社社長、茨城県設計測量協同組合理事、潮来青年会議所理事長、潮来町消防団分団長などを経て、1995年（平成7年）潮来町長選挙に立候補し、現職の今泉利拓を破って当選する。2期目在職中、潮来町は隣接する牛堀町と合併協議会が設置され、今泉は会長となり、牛堀町との合併が成立し、2001年（平成13年）牛堀町を編入する形で潮来市が発足。2003年（平成15年）2月市制施行後初となる潮来市長選挙に立候補し、無投票で当選する。潮来市長は1期務めた。2007年（平成19年）3月6日に市長を退任した。2018年（平成30年）旭日小綬章を受章した。